# Hanspeter Eisendle
Hanspeter Eisendle (* 8. November 1956 in Sterzing, Südtirol, Italien) ist ein professioneller Bergführer. Der Bergsteiger hat in seiner Karriere zahlreiche Touren in den Alpen, im Himalaya, in Patagonien, im Yosemite-Nationalpark, aber auch in Oman unternommen. Dazu kommen einige Erstbegehungen und Solobegehungen vornehmlich in den heimischen Dolomiten. Er ist verheiratet und hat drei Kinder.

## Alpine Biographie
Im Jahr 1980 konnte Eisendle die Prüfung zum Bergführer ablegen und bestehen. Zwei Jahre später wurde er von Reinhold Messner zu einer Expedition am Cho Oyu eingeladen, aber die Winterbegehung auf den 8188 m hohen Berg scheiterte. Auch ein Versuch am Dhaulagiri (8167 m) misslang 1984. Danach verlegte Eisendle seinen Fokus stärker auf das (alpine) Sportklettern in den Alpen. 1986 reiste er in die Vereinigten Staaten in das Kletterzentrum Yosemite-Nationalpark. Hier kletterte er die Route The Nose am El Capitan in elf Stunden. Im Jahr 1989 gelang ihm zusammen mit Hans Kammerlander die Besteigung der Aguja Poincenot (3002 m) in Patagonien. Zwei Jahre später durchstieg er wiederum mit Kammerlander an einem Tag die Nordwände von Ortler (3905 m) und Großer Zinne (2999 m). Die 247 Kilometer dazwischen legten sie mit dem Rennrad zurück. Weitere Kletter-Unternehmungen führten ihn 1995 nach Schweden und Norwegen sowie 1999 in die Hohe Tatra nach Polen. Mit Messner ging es 2000 wieder in den Himalaya, dieses Mal zum Nanga Parbat (8125 m). Der Versuch, den Gipfel über die Diamir-Nordflanke zu besteigen misslang, allerdings waren sie die ersten, denen die Begehung der Flanke gelang; sie erreichten eine Höhe von 7500 m.

## Knochenfund
Hanspeter Eisendle fand am 26. Juli 2000 am Fuß der Diamirwand auf etwa 4300 m Höhe das rechte Wadenbein eines Mannes. Laut einer Untersuchung von Anfang 2004 stammt es höchstwahrscheinlich von Reinhold Messners Bruder Günther Messner, der während der Sigi-Löw-Gedächtnisexpedition zum Nanga Parbat am 29. Juni 1970 unter bis heute ungeklärten Umständen zu Tode kam.

## Klettererfolge
| Berg               | Wand     | Route               | Grad         | Anmerkung    |
| ------------------ | -------- | ------------------- | ------------ | ------------ |
| Zweiter Sellaturm  |          | Fata Morgana        | VII–         | Erstbegehung |
| Goldkappl          | Südwand  | Veitstanz           | VI+          | Erstbegehung |
| Piz Ciavazes       |          | Shit Hubert         | VI+, A2      | Erstbegehung |
| Hintere Weißspitze |          | Direkte Nordwand    | IV+, Eis 70° | Erstbegehung |
| Meisules Türme     |          | Menhir              | X            | Erstbegehung |
| Sprechenstein      |          | Purzigogl           | X            | Erstbegehung |
| Kleine Zinne       | Südwand  | Gelbe Mauer         | 9–           | Onsight      |
| Cinque Torri       |          | Telefono Azzurro    | 9+           | Onsight      |
| Meisules Türme     |          | Vogelfrei           | 9–           | Rotpunkt     |
| Marmolada          | Südwand  | Weg durch den Fisch | 8+           | Rotpunkt     |
| Piramide Armani    |          | il canto del Cigno  | 8+           | Rotpunkt     |
| Große Zinne        | Nordwand | Hasse-Brandler      | 8+           | Rotpunkt     |